# Llúdria de l'Índia
La llúdria de l'Índia (Lutrogale perspicillata) és una espècie de carnívor de la subfamília de les llúdries. Viu al sud i el sud-est asiàtic. És l'única espècie vivent del gènere Lutrogale que també conté dues espècies fòssils que visqueren durant el Plistocè.